# The Word Nerds
The Word Nerds je podcast zabývající se slovní zásobou, idiomy a etymologií slov v anglickém jazyce. Autory jsou Dave Shepherd, Howard Shepherd a Howard Chang, tři středoškolští učitelé z města Washington a jeho okolí.

## Obsah podcastu
Každý z týdenních podcastů má své téma, např. Barvy nebo Jazyk flirtování, a v jeho rámci autoři rozebírají, která slova či slovní spojení, jak a proč se používají. Některé jevy dále probírají z obecnějšího lingvistického hlediska, nebo přidávají své vlastní zkušenosti (velmi oblíbeným zdrojem jsou jim např. jejich středoškolští studenti). Součástí podcastu jsou i písničky (z kategorie Podsafe music) a pravidelná rubrika Rude Word of the Week (neslušné slovo týdne). Je vhodný pro pokročilejší studenty angličtiny.

### Technické parametry
Soubor dílu (episode): typ MP3, vzorkování 44 100 Hz, datový tok 96 kbit/s, stereo, délka kolem 35 min., velikost souboru přibližně 25 MB.

## Historie podcastu
První podcast vznikl 19.3.2005, a kromě technických zdokonalení a prodloužení délky se prakticky nemění. Je poskytován bez reklam a zdarma pod licencí Creative Commons (možno šířit pro nevýdělečné účely s uvedením autora), i když při příležitosti 50. dílu (18.2.2006) tvůrci oznámili, že uvažují o oslovení sponzora, a dále požádali o zaslání fin. příspěvku (donation).